# Блумдейл (Огайо)
Блумдейл (англ. Bloomdale) — селище (англ. village) в США, в окрузі Вуд штату Огайо. Населення — 665 осіб (2020).

## Географія
Блумдейл розташований за координатами 41°10′16″ пн. ш. 83°33′13″ зх. д. / 41.17111° пн. ш. 83.55361° зх. д. (41.171086, -83.553641).  За даними Бюро перепису населення США в 2010 році селище мало площу 1,73 км², з яких 1,72 км² — суходіл та 0,01 км² — водойми.

## Демографія
Згідно з переписом 2010 року, у селищі мешкало 678 осіб у 244 домогосподарствах у складі 197 родин. Густота населення становила 391 особа/км².  Було 270 помешкань (156/км²).
Расовий склад населення:
| - 98,1 % — білих - 0,3 % — азіатів |

До двох чи більше рас належало 1,3 %. Частка іспаномовних становила 2,7 % від усіх жителів.
За віковим діапазоном населення розподілялося таким чином: 28,2 % — особи молодші 18 років, 60,1 % — особи у віці 18—64 років, 11,7 % — особи у віці 65 років та старші. Медіана віку мешканця становила 36,4 року. На 100 осіб жіночої статі у селищі припадало 107,3 чоловіків;  на 100 жінок у віці від 18 років та старших — 102,1 чоловіків також старших 18 років.
Середній дохід на одне домашнє господарство  становив 59 508 доларів США (медіана — 55 694), а середній дохід на одну сім'ю — 64 597 доларів (медіана — 57 917). Медіана доходів становила 41 625 доларів для чоловіків та 33 036 доларів для жінок. За межею бідності перебувало 6,5 % осіб, у тому числі 7,0 % дітей у віці до 18 років та 11,9 % осіб у віці 65 років та старших.
Цивільне працевлаштоване населення становило 340 осіб. Основні галузі зайнятості: виробництво — 32,4 %, роздрібна торгівля — 18,8 %, освіта, охорона здоров'я та соціальна допомога — 17,9 %.